# Хигасияма, Кайи
Кайи Хигасияма (яп. 東山 魁夷 хигасияма кайи); 8 июля 1908[…], Иокогама — 6 мая 1999, Токио) — японский писатель и художник, известный, главным образом, своими картинами в стиле нихонга. Будучи одним из самых популярных художников в послевоенной Японии, был удостоен премии Японской академии художеств в 1956 году и ордена Культуры в 1969 году.

## Биография
Родился в Иокогаме в семье Косукэ и Хигасиямы Кайи. При рождении получил имя Синкити, но позже сменил его на Кайи. С трех до 18 лет жил в Кобе, где учился в средней школе (в настоящее время — средняя школа префектуры Хёго).
В 1921 году поступил на отделение нихонга Токийской школы изящных искусств, которую он окончил с отличием в 1931 году и поступил на научно-исследовательское отделение школы, где проучился два года под руководством Сомэя Юки. В 1933 на грузовом судне отправился в Европу, где начал изучать историю западного искусства в Берлинском университете (1933—1935). В это время принял участие в художественном конкурсе во время летних Олимпийских игр 1936 года в Берлине.
21 ноября 1940 года женился на Суми Кавасаки, старшей дочери художника Суми Кавасаки, и переехал в Сагиномию в Токио. В июле 1945 года был призван в армию, прошел противотанковую подготовку и был демобилизован в том же году.
В 1947 году получил специальный приз на крупнейшей художественной выставке в Японской академии искусств (Ниттэн). Это способствовало развитию его собственного стиля, основанного на противостоянии и созерцании природы. В 1950 году он представил картину «Дорога» на 6-й выставке Ниттэн, где его сочувственное и упрощенное отношение к предмету было хорошо воспринято миром искусства и публикой. В 1950 году, после смерти своей матери, он переехал в Итикава, Тиба.
Он побывал в скандинавских странах, Германии, Австрии и Китае и написал множество работ на темы пейзажей этих стран. 12 января 1985 года вместе с Энди Уорхолом и Джозефом Бойсом принял участие в проекте «Global-Art-Fusion». Это был факс-арт-проект, инициированный художником-концептуалистом Ули Фуксером, в котором факс с рисунками всех трех художников был отправлен в течение 32 минут по вокруг мира — из Дюссельдорфа (Германия) через Нью-Йорк (США) в Токио (Япония) и в Венский музей современного искусства Пале-Лихтенштейн. Значение этого проекта было в призыве к миру во время холодной войны в 1980-х годах.

### Роспись
В 1953 году он был выбран для росписи 27 фусума для японского дома под названием Shofuso Japanese House and Gardens, который строился в Нагое в 1953 году для выставки в Музее современного искусства в Нью-Йорке. Хигасияма, который был одноклассником архитектора Дзюндзо Ёсимуры, был выбран среди других известных японских художников, таких как Маэда Сэйсон и Ёкояма Тайкан, для создания горных сцен с помощью черных чернил на фусума и в нишах токонома. Дом был перенесен в Филадельфию в 1958 году, где росписи выставлялись до 1974 года, когда были уничтожены вандалами.
В 1960 году создал большую роспись под названием «Солнце, луна и четыре времени года» для государственной столовой Дворца Тогу. В 1968 году появилась роспись «Прилив на рассвете» (Асаакэ-но усио), которая является частью зала Нами-но-ма Императорского дворца Токио. Эта большая картина, по-видимому, изображает скалы острова Уми в префектуре Ямагути. Размеры картины составляют примерно 3,8 метра в высоту и около 14,3 метра в длину.
В 1975 и 1980 годах также создал несколько японских и китайских пейзажей для храма Тосёдай-дзи.

## Награды
- 1950 Назначен членом жюри выставки Ниттэн[6]
- 1956 Получил премию Академии художеств Японии за «Сумерки»
- 1965 Назначен членом Академии художеств Японии и принят на должность директора выставки Син-Ниттэн[6]
- 1968 Назначен членом Комитета специалистов Совета по защите иностранных ценностей[6]
- 1969 Награжден премией Майнити за «Прилив на рассвете»
- 1969 Награжден Орденом Культуры и отмечен как деятель культуры[5][6][14]
- 1974 Стал председателем правления в Кайсо-Ниттэн
- 1975 По заказу императора написал «Весенний рассвет» в качестве государственного подарка королеве Елизавете II[6]
- 1984 Избран в качестве члена Pour le Mérite für Wissenschaften und Künste ФРГ
- 1992 Награжден золотой медалью Пикассо ЮНЕСКО
- 1990 Галерея Хигасиямы Кайи была открыта в Художественном музее Синано в префектуре Нагано[14][15]
- 1994 Открытие художественной галереи Хигасиямы Кайи в Центре изучения жизни города Итикава[14]
- 2005 Открыт художественный музей Хигасиямы Кайи в префектуре Кагава[16]